# Manuel Ribeiro da Silva Lisboa
Manuel Ribeiro da Silva Lisboa (1807 — 1838) foi um político brasileiro.
Foi presidente das províncias de Sergipe, de 13 de Fevereiro de 1835 a 9 de março de 1836, e do Rio Grande do Norte, de 26 de agosto de 1837 a 11 de abril de 1838.